# Tuberculancylistes ratovosoni
Tuberculancylistes ratovosoni là một loài bọ cánh cứng trong họ Cerambycidae.